# Cơ quan điều tra Viện kiểm sát nhân dân tối cao (Việt Nam)
Cơ quan điều tra Viện kiểm sát nhân dân tối cao (Cục 1) là đơn vị trực thuộc Viện kiểm sát nhân dân tối cao của Nhà nước Cộng hòa xã hội chủ nghĩa Việt Nam, có chức năng điều tra tội phạm xâm phạm hoạt động tư pháp, tội phạm về tham nhũng, chức vụ quy định tại Chương XXIII và Chương XXIV của Bộ luật hình sự xảy ra trong hoạt động tư pháp mà người phạm tội là cán bộ, công chức thuộc Cơ quan điều tra, Tòa án, Viện kiểm sát, Cơ quan thi hành án, người có thẩm quyền tiến hành hoạt động tư pháp.

## Lịch sử
Tháng 9 năm 2013, Cục điều tra được đổi tên thành Cục Điều tra (Cơ quan điều tra của VKSNDTC) theo Quyết định Số 292 QĐ-VKSTC-V9.

## Thẩm quyền điều tra
Theo Quy chế về tổ chức và hoạt động của Cục Điều tra Viện kiểm sát nhân dân tối cao do Viện trưởng Viện kiểm sát nhân dân tối cao (Việt Nam) ban hành ngày 19/8/2010 kèm theo Quyết định số 1169/2010/VKSTC-C6 (Quy chế số 1169) thì Cơ quan điều tra Viện kiểm sát nhân dân tối cao có thẩm quyền điều tra các tội phạm sau đây: 
1. Các tội xâm phạm hoạt động tư pháp quy định tại Chương XXII của Bộ luật Hình sự mà người phạm tội là cán bộ của các cơ quan tư pháp khi các tội phạm đó thuộc thẩm quyền xét xử của Tòa án nhân dân (Việt Nam);
2. Các tội phạm có nguồn gốc phát sinh từ việc thực thi nhiệm vụ, quyền hạn của cán bộ các cơ quan tư pháp hoặc liên quan đến việc thực thi nhiệm vụ, quyền hạn của cán bộ các cơ quan tư pháp trong quá trình tiến hành tố tụng (hình sự, dân sự, hành chính, kinh tế, lao động...) ở các giai đoạn điều tra, truy tố, xét xử và thi hành án;
3. Hành vi phạm tội hoặc người thực hiện hành vi phạm tội có liên quan đến vụ án thuộc thẩm quyền điều tra của Cơ quan điều tra Viện kiểm sát nhân dân tối cao đang khởi tố, điều tra.

Từ năm 2014, nhiệm vụ và thẩm quyền của Cơ quan điều tra Viện kiểm sát nhân dân tối cao được mở rộng. Theo quy định tại các đạo luật mới về tư pháp như Luật Tổ chức Viện kiểm sát nhân dân năm 2014, Bộ luật tố tụng hình sự năm 2015 và Luật tổ chức Cơ quan điều tra hình sự năm 2015, Cơ quan điều tra Viện kiểm sát nhân dân tối cao ngoài việc điều tra đối với chủ thể là cán bộ, công chức thuộc Cơ quan điều tra, Tòa án nhân dân, Viện kiểm sát nhân dân, cơ quan Thi hành án, còn có thẩm quyền điều tra đối với hai nhóm chủ thể là: (1) Người có thẩm quyền tiến hành hoạt động tư pháp bao gồm: Người giám định, người dịch thuật, người định giá tài sản, luật sư, người bào chữa, cán bộ thuộc các cơ quan được giao nhiệm vụ tiến hành một số hoạt động điều tra… khi họ tham gia vào hoạt động tố tụng; (2) Cán bộ Công an xã, phường, thị trấn, Đồn Công an khi họ thực hiện việc tiếp nhận, giải quyết ban đầu các tố giác, tin báo về tội phạm.

## Trụ sở
Trụ sở chính: 9 Phạm Văn Bạch, P. Yên Hòa, Q. Cầu Giấy, Tp. Hà Nội
Trụ sở Đại diện Thường trực: 
- Tại thành phố Đà Nẵng
- Tại Thành phố Hồ Chí Minh
- Tại thành phố Đắk Lắk

## Các phòng trực thuộc
Danh sách 10 phòng trực thuộc:
1. Phòng Tiếp nhận và thu thập thông tin tội phạm (phòng 1)
2. Phòng Tham mưu tổng hợp (Phòng 2)
3. Phòng Điều tra tội phạm xảy ra tại các tỉnh phía Bắc (Phòng 3)
4. Phòng Điều tra tội phạm xảy ra tại các tỉnh miền Trung – Tây Nguyên, đặt tại TP Đà Nẵng (Phòng 4)
5. Phòng Điều tra tội phạm xảy ra tại các tỉnh miền Đông Nam bộ, đặt tại TP Hồ Chí Minh (Phòng 5)
6. Phòng Điều tra tội phạm tham nhũng, chức vụ xảy ra trong hoạt động tư pháp (Phòng 6)
7. Phòng Kỹ thuật hình sự (Phòng 7)
8. Phòng Điều tra tội phạm xảy ra tại các tỉnh miền núi phía Bắc (Phòng 8)
9. Phòng Điều tra tội phạm xảy ra tại các tỉnh Tây Nguyên, đặt tại tỉnh Đắk Lắk (Phòng 9)
10. Phòng Điều tra tội phạm xảy ra tại các tỉnh miền Tây Nam Bộ, đặt tại TP Hồ Chí Minh (Phòng 10)

## Lãnh đạo đương nhiệm
Thủ trưởng: Nguyễn Đức Bằng
Các Phó thủ trưởng:
1. Phạm Văn Thắng
2. Chu Đức Anh
3. Lê Hồng Thanh
4. Nguyễn Hoàng Thắng [6]

## Cựu lãnh đạo

### Thủ trưởng
1. Vũ Hải (Vụ trưởng Vụ Điều tra thẩm cứu Viện kiểm sát nhân dân tối cao, giai đoạn từ năm 1978 đến năm 1983)
2. Bùi Quang Nam (từ năm 1983 đến năm 1992)
3. Nguyễn Hồng Diên (từ năm 1992 đến năm 2007)
4. Phạm Huy Thận (từ năm 2007 đến năm 2010)
5. Nguyễn Hải Phong (từ tháng 3/2010 đến tháng 6/2012)
6. Vũ Đăng Khoa (từ tháng 6/2012 đến tháng 6/2015)
7. Nguyễn Văn Hải (từ tháng 6/2015 đến tháng 12/2015)
8. Vũ Đăng Khoa (từ tháng 12/2015 đến tháng 6/2017)
9. Nguyễn Tiến Sơn (từ tháng 7/2017 đến tháng thàng 6/2020)
10. Đỗ Văn Phương (từ tháng 7/2020 đến 5/2021).
11. Phạm Thanh Từng (6/2021 đến 30/05/2022)